# Softly (альбом Ширли Хорн)
Softly — студийный альбом американской певицы и пианистки Ширли Хорн, выпущенный в 1988 году на лейбле Audiophile Records. Альбом был записан в октябре 1987 года и стал единственным её релизом для Audiophile. Продюсером выступил Джоэль Сигел.
В 2018 году альбом был переиздан на виниле ограниченным тиражом компанией ORG Music. Для оформления использовалась другая обложка, также была исключена одна песня — «How Long Has This Been Going On».

## Список композиций
| №                   | Название                           | Автор(ы)                                               | Длительность |
| ------------------- | ---------------------------------- | ------------------------------------------------------ | ------------ |
| 1.                  | «Since I Fell For You»             | Бадди Джонсон                                          | 7:13         |
| 2.                  | «You’re My Thrill»                 | Джей Горни, Сидни Клейр                                | 4:20         |
| 3.                  | «How Long Has This Been Going On?» | Джордж Гершвин, Айра Гершвин                           | 7:05         |
| 4.                  | «My, How The Time Goes By»         | Сай Коулман, Кэролин Ли                                | 5:12         |
| 5.                  | «Summer (Estate)»                  | Бруно Бригетти, Бруно Мартино, Джоэль Сигел            | 8:38         |
| 6.                  | «Forget Me»                        | Валери Браун                                           | 3:37         |
| 7.                  | «I Watch You Sleep»                | Ричард Родни Беннетт, Джоэль Сигел                     | 6:35         |
| 8.                  | «Softly, As I Leave You»           | Джорджо Калабрезе, Хэл Шейпер, Антонио де Вита         | 3:00         |
| 9.                  | «Dindi»                            | Рэй Гилберт, Антониу Карлос Жобин, Алойзиу ди Оливейра | 6:10         |
| Общая длительность: | Общая длительность:                | Общая длительность:                                    | 51:50        |

## Участники записи
- Ширли Хорн — фортепиано, вокал
- Чарльз Эйблз — бас-гитара
- Стив Уильямс[англ.] — ударные
- Пьер Спрей[англ.] — звукоинженер
- Дон Джарвис — мастеринг
- Джоэль Сигел[англ.] — продюсер
- Джордж Х. Бак мл. — исполнительный продюсер